# Gạo nếp
Gạo nếp hay gạo sáp (danh pháp hai phần: Oryza sativa var. glutinosa hay Oryza glutinosa) là loại gạo hạt ngắn phổ biến ở châu Á, đặc biệt dính khi nấu.

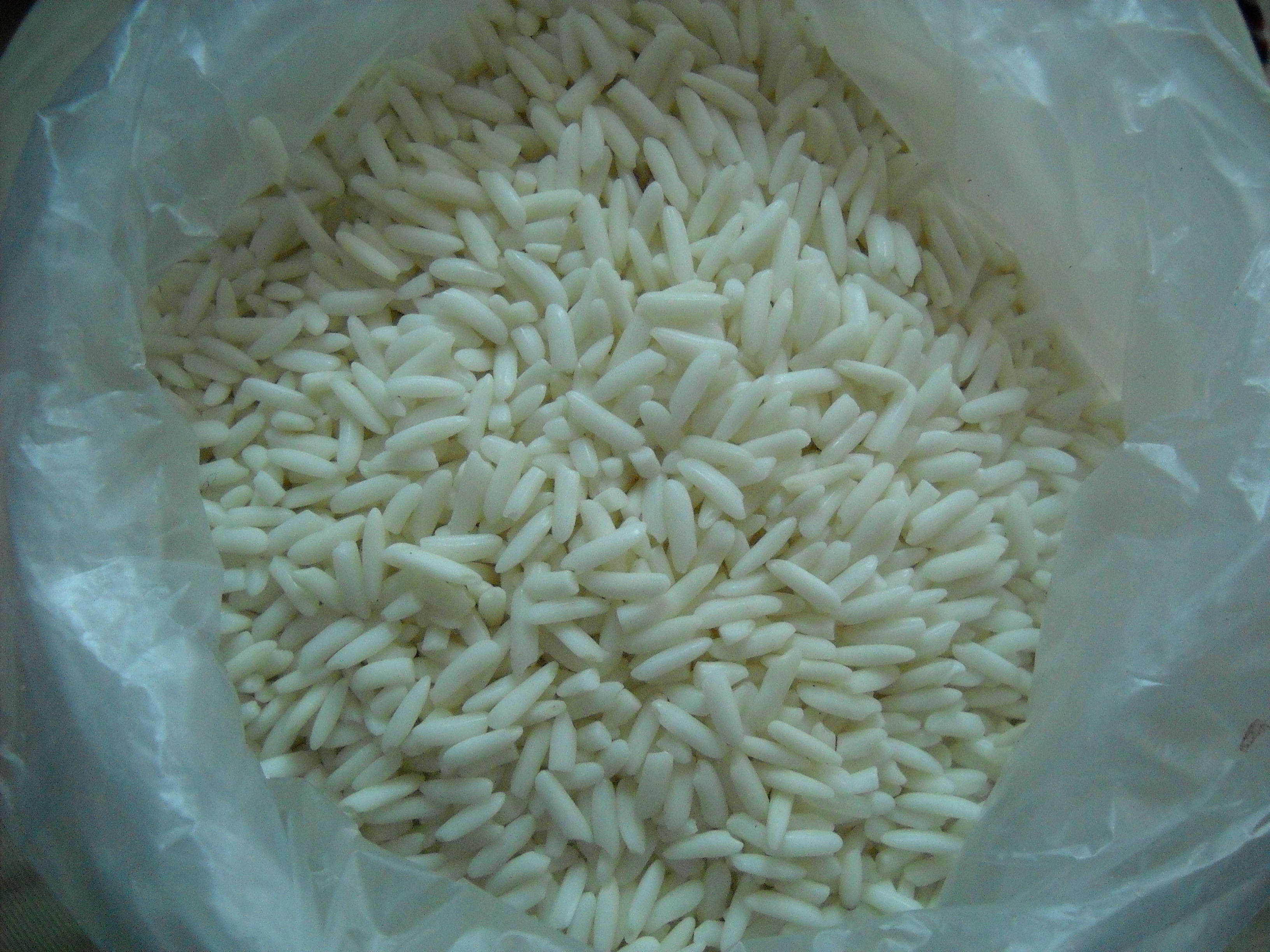
Một loại gạo nếp.

## Trồng trọt
Lúa nếp được trồng ở Bangladesh, Trung Quốc, Nhật Bản, bán đảo Triều Tiên, Philippines, Thái Lan, Lào, Indonesia và Việt Nam. Ước tính 85% sản lượng gạo của Lào là gạo nếp. Gạo nếp đã xuất hiện ở Lào từ ít nhất 1.100 năm trước đây. Ngày nay các dòng lúa nếp cao sản đã được trồng phổ biến ở Lào, và hơn 70% diện tích lúa ở thung lũng sông Mê Kông trồng các dòng lúa này. Ở Trung Quốc, lúa nếp được trồng từ ít nhất 2.000 năm trước đây. Theo truyền thuyết, gạo nếp được dùng làm hồ dính khi xây Vạn Lý Trường Thành, và các phân tích hóa học tại thành Tây An đã khẳng định điều này.
Tại Việt Nam có gạo nếp cẩm dùng để nấu xôi hoặc nấu rượu nếp cẩm. Nếp cái hoa vàng được coi là một đặc sản.

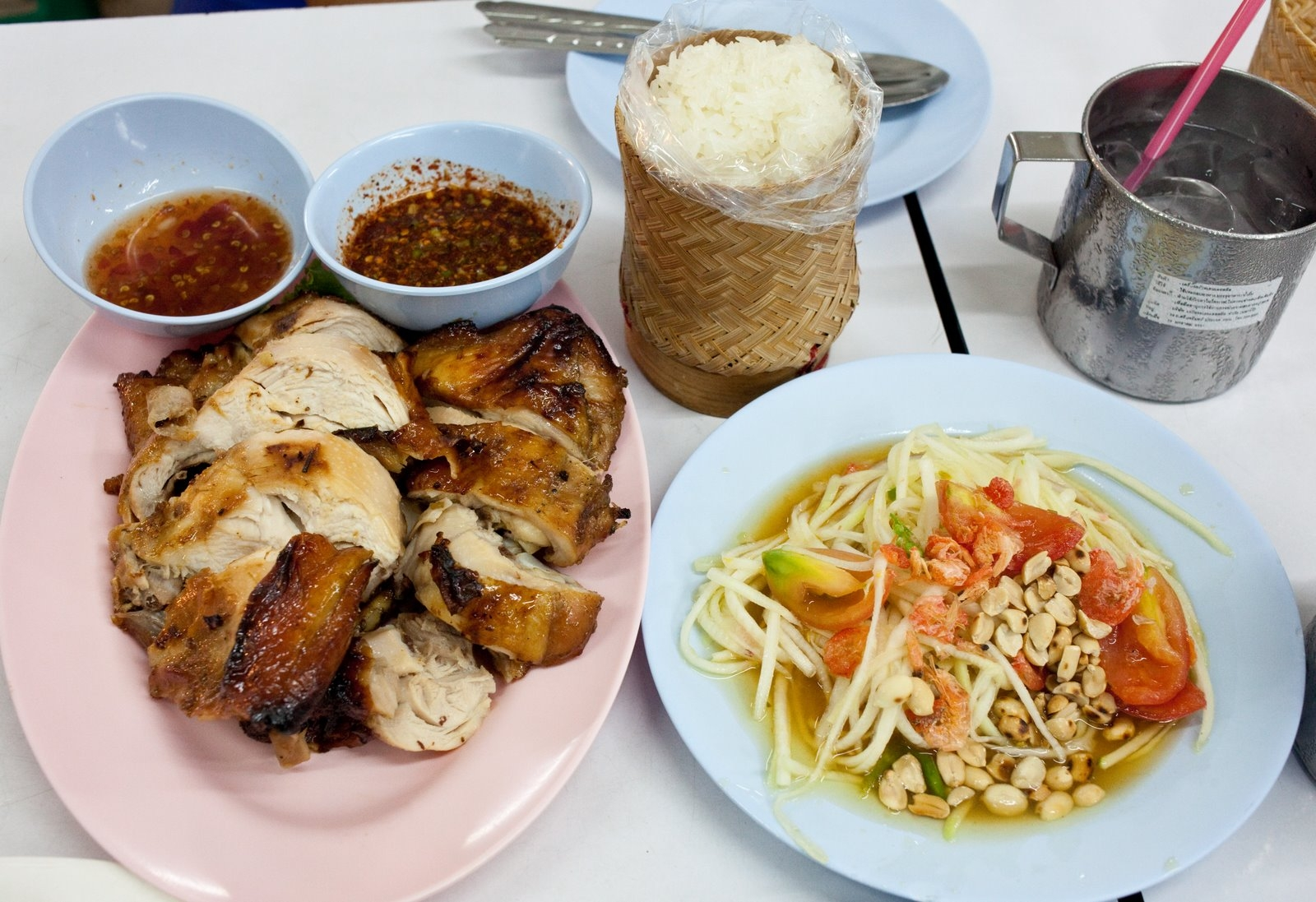
Món ăn rất phổ biến ở Miền Đông Bắc Thái Lan (Isan), gồm som tam (nộm đu đủ), kai yang (gà chặt miếng) và khao niao (cơm nếp).

## Thành phần
Gạo nếp không chứa gluten tiêu hóa (nghĩa là không chứa glutenin và gliadin), do vậy an toàn cho chế độ ăn không có gluten. Điểm phân biệt gạo nếp với các loại gạo khác là gạo nếp không chứa amyloza hoặc chứa không đáng kể, ngược lại chứa hàm lượng amylopectin rất cao. Chính amylopectin tạo ra tính chất dính của hạt gạo nếp.
Gạo nếp có thể sử dụng dưới dạng gạo xát (đã tách lớp cám) hoặc gạo lật.

## Thực phẩm
Từ gạo nếp có thể chế biến các món như cơm nếp, xôi, bánh chưng, các món chè, hoặc cất rượu nếp, rượu đế và ngâm rượu cần.
Bột gạo nếp được dùng để làm các món bánh như bánh nếp, bánh giầy, bánh rán, bánh trôi, bánh gai, bánh cốm...

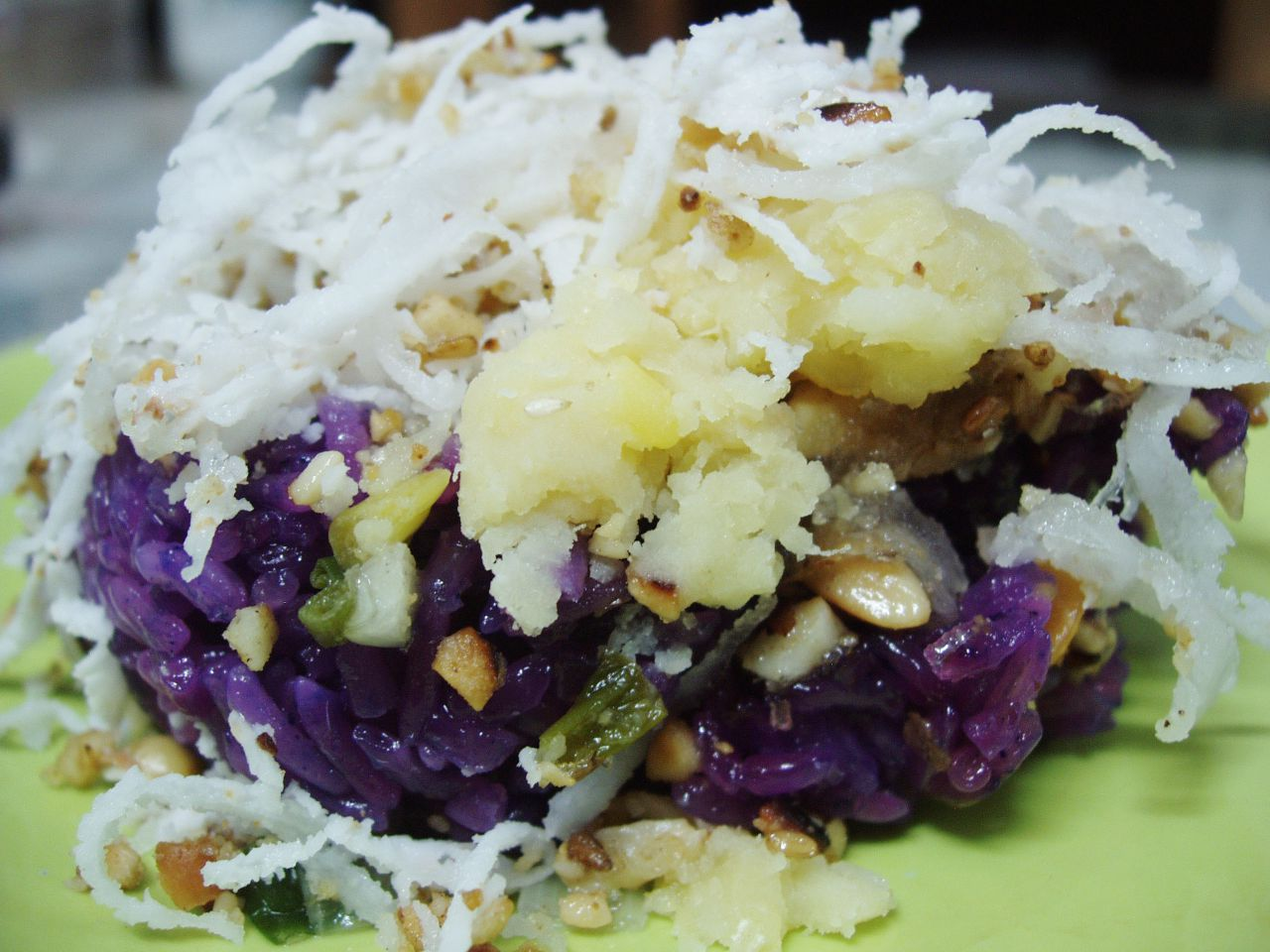
Xôi lá cẩm, món ăn Việt Nam từ gạo nếp.
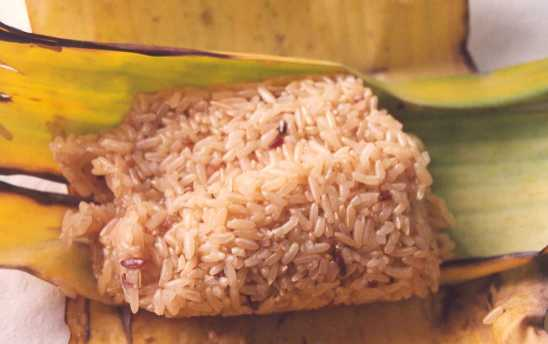
Cơm nếp gói lá chuối
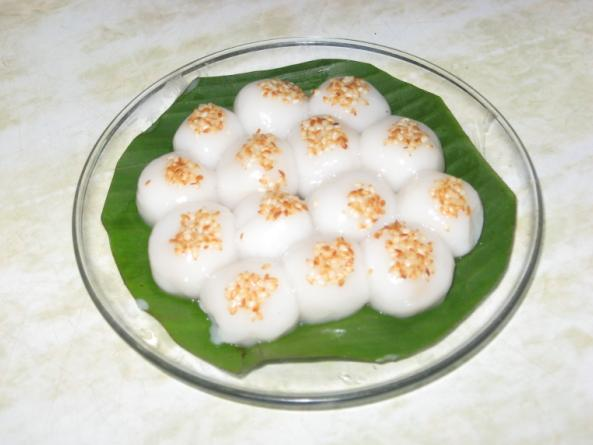
Bánh trôi làm từ bột gạo nếp